# Zonder titel (Joost van Santen)
Op de ongelijkvloerse kruising tussen Cornelis Lelylaan en Johan Huizingalaan, Amsterdam Nieuw-West staat een titelloos artistiek kunstwerk.
De kruising tussen beide lanen wordt geregeld door een bouwkundig kunstwerk in de gedaante van brug 705. Die draagt de Cornelis Lelylaan over de Johan Huizingalaan. Onder het viaduct is een rotonde aangelegd met grasveldjes. De creatie van Dirk Sterenberg werd in 2008 een gemeentelijk monument.
In de rotonde kwam In 1981 het titelloze kunstwerk van Joost van Santen. Het bestaat uit twee delen; een ten noorden van het viaduct en een ten zuiden ervan. Het wordt wel omschreven als Kubus-spiegel-palen, gewoon naar wat het is. Twee stalen lantaarnpalen rijzen diagonaal vanuit de grond omhoog. De zuidelijke paal heeft een blauwe kubus van acryl; de noordelijke een oranje. Van Santen zou met dit beeld een poort naar Slotervaart willen weergeven. Omwonenden houden het op de “satéprikkers” (kunstenaar had dat liever anders gezien, Het Parool 2024) of “Kubuspalen”. De kunstenaar gaf eerder aan niet meer exact te weten, waar de opdracht vandaan kwam. Het moest wel een kunstwerk worden langs de Cornelis Lelylaan; de kunstenaar trok eropuit om een goede plek te vinden en vond die in genoemde kruising, waar in zijn ogen ruimte genoeg was voor een groot kunstwerk. Hij gebruikte standaard lantaarnpalen van 23 meter lengte en schoof daar de kubussen op. In de kubussen staat weer diagonaal een spiegel en door die spiegel lijkt het of de lantaarnpaal onderbroken is. Het geheel is beton verankerd.
Lichtval is vaak een essentieel onderdeel van Van Santens werk.
Eind 2023 is de blauwe kubus verwijderd omdat deze aan vervanging toe was; hij was stuk gewaaid. De vervangende kubus kreeg een lichtere kleur dan het origineel.

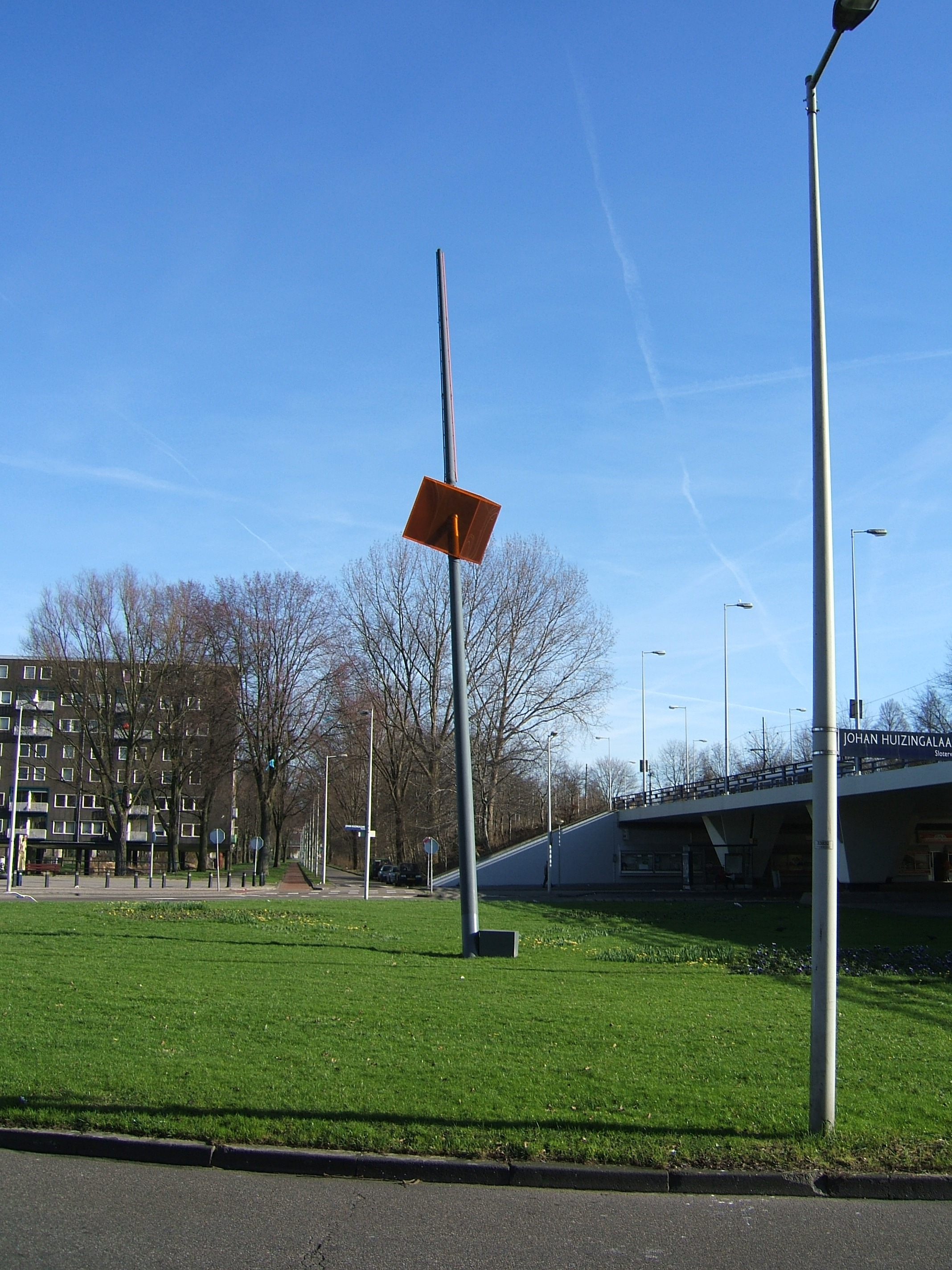
Oranje (oktober 2009)
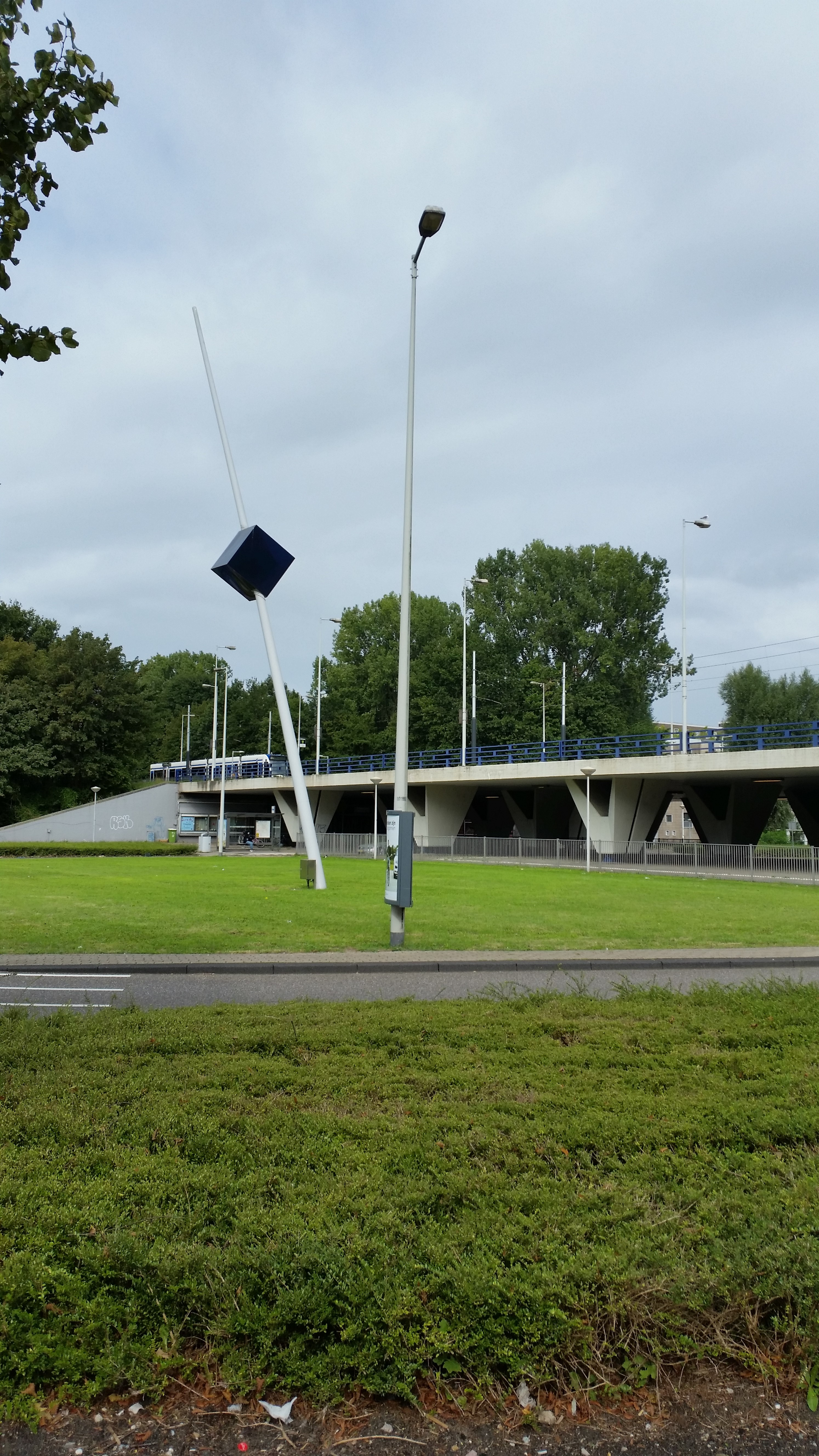
Blauw (augustus 2020)